# Fantasmi americani
Fantasmi americani (American Ghosts and Old World Wonders, "Fantasmi americani e meraviglie del Vecchio Mondo") è una raccolta di racconti dell'autrice britannica Angela Carter, uscita postuma nel 1993.

## Racconti contenuti
La raccolta era stata concepita in originale come composta da due parti: i "Fantasmi americani" (i primi quattro racconti) e le "Meraviglie del Vecchio Mondo" (gli ultimi cinque), distinzione che si è persa nell'edizione italiana a causa della traduzione solo parziale del titolo.

### Lizzie e la tigre
Una versione del racconto fu pubblicata, col titolo originale Lizzie's Tiger, sulla rivista Cosmopolitan nel 1991.
Trama
Negli anni 1850, nella cittadina di Fall River nella Nuova Inghilterra arriva il circo. La piccola Lizzie Borden, affascinata dall'immagine di una tigre che ha visto su un manifesto, vorrebbe andarlo a vedere, ma il suo avarissimo padre non ha intenzione di portarvela. Lizzie allora s'intrufola tra i baracconi, e dopo vari incontri con circensi, giunge alla gabbia della tigre, dove accade un fatto che riempie di stupore gli astanti: il grosso felino, dopo aver fissato la bambina negli occhi, le s'inginocchia davanti. La magia è interrotta dal domatore che entra nella gabbia, incominciando la sua esibizione.

### Peccato che sia una puttanadi John Ford
Il racconto fu pubblicato, col titolo originale John Ford's 'Tis Pity She's a Whore', sul n. 25 della rivista Granta dell'autunno 1988.
Trama
Alternando narrazione e dialoghi, la vicenda della tragedia secentesca Peccato che sia una puttana viene trasposta nel vecchio West, come se fosse un film diretto da John Ford, il regista omonimo del drammaturgo.
Johnny e Annie-Bell, figli del proprietario di un ranch e orfani di madre, sono legatissimi l'uno all'altra. Il figlio del pastore, avendo notato l'avvenenza di Anne-Belle, chiede la sua mano; la giovane, rimasta incinta del fratello per un atto incestuoso, accetta di sposarlo al più presto. Dopo la prima notte di nozze, la moglie del pastore si accorge che la nuora è incinta già da settimane; Anne-Belle confessa al marito di portare in grembo il figlio di un altro, ma rifiuta di dirgli chi ne sia il padre, implorandolo però di perdonarla. Passata l'iniziale rabbia, questi accondiscende al desiderio della moglie, e decide di trasferirsi in un'altra città per togliere argomenti alle malelingue. Alla partenza del treno, si rifà vivo Johnny, che non accetta di separarsi da Anne-Belle. Prima abbatte con una fucilata sorella e cognato, poi si spara in bocca.

### Un fucile per il diavolo
Il racconto, precedentemente inedito, fu pensato inizialmente come base per una sceneggiatura. Fu pubblicato, col titolo originale Gun for the Devil, in American Ghosts and Old World Wonders.
Trama
Roxana, la tenutaria di un bordello, vive in una città messicana di frontiera. Ella è la sorella di Maria Mendoza, moglie di un bandito che fa il bello e il cattivo tempo, e convive con un conte austriaco decaduto che ha lasciato il suo paese da molti anni. Teresa, la figlia sedicenne di Maria, è legatissima alla zia, e quando questa ingaggia Johnny, un pianista proveniente dall'Europa, se n'innamora e si mette a frequentarlo con la scusa di prendere lezioni di musica. Johnny in realtà intende vendicarsi di Mendoza, che ha ucciso i suoi genitori durante una rapina; entra nelle grazie del conte raccontandogli che aveva studiato a Vienna, al punto che questi decide di aiutarlo, e dopo aver officiato un rito satanico fa sì che un misterioso indiano consegni a Johnny un fucile infallibile.
Giunge il giorno delle nozze di Johnny e Teresa. Il pianista prima spara ai potenziali suoceri poi, credendo che il conte si sia messo contro di lui, anche al nobile, ma la pallottola invece colpisce Teresa, uccidendola. Johnny, che non aveva intenzione di colpire la ragazza, fugge sconvolto e, giunto in un paese spopolato da un'epidemia, vi ritrova l'indiano che gli aveva portato il fucile.

### Il mercante di ombre
Il racconto fu pubblicato, col titolo originale The Merchant of Shadows, su The London Review of Books del dicembre 1989.
Trama
Uno studente inglese di cinema si reca in California per raccogliere testimonianze sul regista che è oggetto della sua tesi di laurea, Heinrich Mannheim detto Hank Mann. Nella villa che gli era appartenuta incontra la sua vedova, una vecchia alcolizzata dalla mente assente. Dopo essersene andato dalla magione, viene superato dall'automobile condotta dalla vecchia, e ha l'impressione che questa sia in realtà lo stesso regista, che avrebbe simulato la propria morte e da allora si sarebbe presentato sotto mentite spoglie.

### Le navi fantasma
Il racconto, precedentemente inedito, fu pubblicato col titolo originale The Ghost Ships in American Ghosts and Old World Wonders.
Trama
Nella colonia del Massachusetts, nella seconda metà del XVII secolo, lo spirito puritano proibiva di celebrare in modo speciale festività come quella del Natale.
In una notte di vigilia si avvicinano alla costa tre navi senza nocchieri: una carica di addobbi, una di cibi natalizi e una delle maschere tipiche delle recite di Natale nell'Inghilterra del tempo. Anche se i vascelli naufragano, il pudding di Natale riesce ad arrivare a riva e ad allietare le tavole dei coloni.

### A Mimolandia
Il brano fu pubblicato, col titolo originale In Pantoland, sul quotidiano The Guardian nel dicembre del 1991.
Contenuto
L'autrice fa diverse considerazioni sulla pantomima tradizionale inglese e sui suoi personaggi, che o sono presi dalle favole (come Mamma Oca, il gatto di Dick Whittington e la mucca Carolina) oppure sono esseri umani en travesti, come la vedova Twankey o il giovane Protagonista.

### CovacenereovveroIl fantasma della madre. Tre versioni della stessa storia
Il racconto fu pubblicato, col titolo originale Ashputtle or The Mother's Ghost, nell'antologia del 1987 Virago Books of Ghost Stories. Apparve in una versione ridotta sulla rivista Soho Square.

#### 1.Le ragazze mutilate
L'autrice rivisita la fiaba di Cenerentola soffermandosi sui dettagli più truculenti e spesso negletti, come le mutilazioni a cui devono sottoporsi le sorellastre affinché i loro piedi entrino nelle scarpette.

#### 2.La bimba bruciata
La "bimba bruciata", così chiamata perché sta sempre nel focolare in mezzo alla cenere, viene aiutata dal fantasma di sua madre che entra negli animali: la mucca le dà da bere il suo latte perché le cresca il seno, il gatto con le sue zampine le pettina i capelli arruffati e un uccellino, beccandosi il petto, trasforma il proprio sangue in un vestito di seta rossa. Un pretendente della matrigna, venuto in visita, sceglie così la ragazzina come sposa, scartando la donna arcigna che rimane a raccogliere la cenere.

#### 3.Abiti da viaggio
La matrigna brucia il viso dell'orfanella con un attizzatoio perché è stata negligente nel raccogliere la cenere. Questa  viene visitata di notte dalla madre morta, che le toglie la cicatrice e le fa dono di una veste scarlatta e di gioielli. L'invita poi a entrare nella sua bara, che si trasforma in un cocchio con i cavalli.

### Alice a PragaovveroIl gabinetto delle meraviglie
Il racconto fu pubblicato, col titolo originale Alice in Prague or The Curious Room, sulla rivista Spell (Swiss Papers in English Language and Literature, vol. 5) nel 1990. È dedicato al regista Jan Švankmajer e al suo film Alice.
Trama
A Praga, durante il regno di Rodolfo d'Asburgo, vivono gli alchimisti inglesi John Dee e Ned Kelly, suo assistente. Durante un esperimento, Dee genera inaspettatamente una piccolissima bambina, già perfettamente formata e capace di parlare, che viene mostrata all'arciduca; questi rimane interdetto dai quesiti che la bambina gli pone.

### Impressioni: la Maddalena del Maestro
Una versione di questo brano apparve, col titolo originale Impressions: The Wrightsman Magdalene, su FMR Magazine di febbraio 1992.
Contenuto
L'autrice espone le impressioni generare in lei dalla contemplazione della Maddalena penitente di Georges de La Tour, e le connessioni con le leggende di Saintes-Maries-de-la-Mer e di santa Maria Egiziaca.

## Edizioni
- (EN) Angela Carter, American Ghosts and Old World Wonders, London, Chatto & Windus, 1993.
- Angela Carter, Fantasmi americani, traduzione di Maria Cristina Iuli e Angela Tranfo, Piacenza, Edizioni Anabasi, 1994, ISBN 88-417-1024-1.
- Angela Carter, Fantasmi americani, in Nell'antro dell'alchimista, traduzione di Maria Cristina Iuli e Angela Tranfo, II, collana La scala, Milano, Rizzoli, 1998,  pp. 147-275, ISBN 88-17-67079-0.
- Angela Carter, Fantasmi americani, in Il vuoto attorno, traduzione di Maria Cristina Iuli e Angela Tranfo, collana  Scrittori di tutto il mondo, Milano, Corbaccio, 2005, ISBN 88-7972-586-6.
- Angela Carter, Fantasmi americani, in Nell'antro dell'alchimista, traduzione di Maria Cristina Iuli e Angela Tranfo, II, collana Le strade, n. 452, Roma, Fazi Editore, 2020,  pp. 169-317, ISBN 978-88-93256-27-8.